# マルセロ・コルデイロ・ジ・ソウザ
マルセロ・コルデイロ（Marcelo Cordeiro）またはコルデイロ（Cordeiro）ことマルセロ・コルデイロ・ジ・ソウザ（ポルトガル語: Marcelo Cordeiro de Souza、1981年12月4日 - ）は、ブラジルの元サッカー選手、サッカー指導者。現役時代のポジションはDF。

## クラブ歴
CRヴァスコ・ダ・ガマの下部組織出身でトップチームに昇格したが、翌年にクラブの財政難から下位リーグに放出された。
2008年にアトレチコ・ソロカーバで12得点をあげる大活躍をし、ECヴィトーリアに加入。5月10日にカンピオナート・ブラジレイロ・セリエA初出場。7月9日にプロ初得点。
2009年1月9日にSCインテルナシオナルに移籍。2010年にボタフォゴFRに期限付き移籍。翌2011年にアソシアソン・ポルトゥゲーザ・ジ・デスポルトスに期限付き移籍し、11月末に完全移籍した。
2013年4月25日にスポルチ・レシフェに完全移籍。翌年5月30日に放出された。8月4日にCAメトロポリターノに加入した。

## タイトル
インテルナシオナル
- カンピオナート・ガウショ: 2009
- スルガ銀行チャンピオンシップ: 2009

ボタフォゴ
- カンピオナート・カリオカ: 2010

ポルトゥゲーザ
- カンピオナート・ブラジレイロ・セリエB: 2011